# 4-nitroanilină
4-nitroanilina, p-nitroanilina sau 1-amino-4-nitrobenzenul este un compus organic cu formula chimică C6H6N2O2. Este utilizat în sinteza unor coloranți, antioxidanți, substanțe farmaceutice și ca inhibitor al coroziunii. Este un izomer de nitroanilină.

## Obținere

### În industrie
4-nitroanilina este obținută la nivel industrial în urma reacției de aminare a 4-nitroclorobenzenului:
{\displaystyle {\ce {ClC6H4NO2 + 2 NH3 -> H2NC6H4NO2 + NH4Cl}}}

### În laborator
În laborator, poate fi preparată plecând de la anilină (1). Are loc o reacție de substituție electrofilă aromatică, care are ca scop introducerea unei grupe nitro n poziția para față de amină. Datorită faptului că grupa amino orientează substituenții pe nucleu în poziție meta, este necesară protejarea grupei amino cu un derivat de acil, când se obține acetanilidă (2). După protejare, se aplică nitrare urmată de hidrogenare, iar la final se separă 4-nitroanilina (4b) de 2-nitroanilina (4a) care se formează în cantități mici:

## Proprietăți
Este utilizată pentru obținerea p-fenilendiaminei, prin reacția de hidrogenare:
{\displaystyle {\ce {H2NC6H4NO2 + 3 H2 -> H2NC6H4NH2 + 2 H2O}}}
A fost utilizată pentru sinteza roșului para, primul colorant azoic sintetizat: